# Карлстад, Геир
Гейр Карлстад (норв. Geir Karlstad, 7 июля 1963) — норвежский конькобежец, олимпийский чемпион 1992 года, рекордсмен мира.
Карлстад в 1982 году был чемпионом мира среди юниоров. В 1980-х годах Карлстад стал одним из сильнейших конькобежцев мира.
Карлстад участвовал в Зимних Олимпийских играх 1984 и Зимних Олимпийских играх 1988 годов, однако не завоевал ни одной медали.
На Олимпийских играх 1992 года в Альбервиле Карлстад стал чемпионом на дистанции 5000 метров и завоевал бронзовую медаль на дистанции 10 000 метров.
В 1989 году Карлстад занимал третьи места на чемпионате мира и на чемпионате Европы в конькобежном многоборье.
Тяжёлая травма спины перед Олимпийскими играми 1994 года вынудила Карлстада закончить его карьеру конькобежца.

## Мировые рекорды
Карлстад установил восемь мировых рекордов, из них три для юниоров.
- 3000 метров — 4:12,50 (юниорский рекорд) (27 февраля 1982 года, Инсбрук)
- 5000 метров — 7:18,50 (юниорский рекорд) (28 февраля 1982 года, Инсбрук)
- 5000 метров — 7:08,96 (юниорский рекорд) (6 марта 1982 года, Опподал)

- 10000 метров — 14:12,14 (16 февраля 1986 года, Инцелль)
- 10000 метров — 14:03,92 (15 февраля 1987 года, Херенвеен)
- 5000 метров — 6:45,44 (22 ноября 1987 года, Херенвее)
- 5000 метров — 6:43,59 (4 декабря 1987 года, Калгари)
- 10000 метров — 13:48,51 (6 декабря 1987 года, Калгари)

## Лучшие результаты
Лучшие результаты Карлстада на отдельных дистанциях:
- 500 метров — 39,41 (17 января 1992 года, Херенвеен)
- 1000 метров — 1:22,50 (25 января 1981 года, Нотодден)
- 1500 метров — 1:55,24 (22 марта 1992 года, Калгари)
- 3000 метров — 3:59,78 (19 марта 1987 года, Херенвеен)
- 5000 метров — 6:43,59 (4 декабря 1987 года, Калгари)
- 10000 метров — 13:48,29 (19 января 1992 года, Херенвеен)